# Alpkarakush
Alpkarakush (podle bájného ptáka z kyrgyzských mýtů) byl rod velkého masožravého dinosaura (teropoda), který žil na území dnešního Kyrgyzstánu v období střední jury (geologický věk kelloway), před asi 165 až 161 miliony let. Byl blízce vývojově příbuzný známějšímu evropskému rodu Metriacanthosaurus, s nímž spadá do společné čeledi Metriacanthosauridae.

## Historie objevu
Fosilie tohoto teropoda byly nalezeny při prvních expedicích do oblasti objevu (lokalita známá jako "FTU-1") v sedimentech geologického souvrství Balabansaj na území Džalalabadské oblasti na západě Kyrgyzstánu, a to v letech 2005 a 2006. V roce 2014 byl získán další fosilní materiál a následné objevy z let 2016 a 2017 doplnily ještě více fosilií. V roce 2023 byla podniknuta nová expedice na místo nálezu a po ní již byly k dispozici fragentárně dochované exempláře dvou jedinců, menšího mláděte a odrostlého subadultního (téměř dospělého) jedince. Typový druh Alpkarakush kyrgyzicus pak byl formálně popsán v srpnu roku 2024.

## Paleobiologie
Tento dinosaurus patřil k velkým teropodním predátorům své doby, stejně jako v případě rodu Metriacanthosaurus dosahoval délky v rozmezí 7 až 8 metrů.. Podle histologických výzkumů zahynul větší z obou známých exemplářů ve věku minimálně 17 let, přitom ještě nejspíš pomalým tempem stále rostl. Menší exemplář byl podstatně mladší.
Jednalo se patrně o aktivního lovce, schopného útočit na býložravé dinosaury, žijící ve stejných ekosystémech (jedná se například o sauropoda rodu Ferganasaurus, ptakopánvého dinosaura rodu Ferganocephale nebo o dosud nepojmenované zástupce kladů Neosauropoda a Stegosauria (známé ze stejného souvrství).

## Systematické zařazení
Alpkarakush je zástupcem čeledi Metriacanthosauridae a podčeledi Metriacanthosaurinae. Kromě evropského rodu Metriacanthosaurus tak byly jeho blízkými příbuznými také asijské taxony Sinraptor a Siamotyrannus, vzdáleněji pak také Yangchuanosaurus.